# 短滑走軽飛行機
短滑走軽飛行機（たんかっそうけいひこうき）は、太平洋戦争中に東京工業大学で軍用向けに計画された軽飛行機。実機は製作されていない。

## 概要
1944年（昭和19年）7月、東京工業大学の福田秀雄助教授は、軍事的価値を考慮した軽飛行機の滑走距離短縮を研究すべく、三木鉄夫や小谷寛之亮らの協力を受けつつ試作機の製造を計画した。風洞試験や構造試験などの結果、離着陸滑走距離を15 - 20 mに抑えられる見込みが立ったが、実際の試作に至らないまま1945年（昭和20年）7月に研究は終了した。
福田助教授らが計画した機体は全備重量1,000 kg級のもので、双胴型式を採用することで、滑走距離の短縮を目的とした全翼幅への二重下げ翼の装備を容易にしている。この他、小型火薬ロケットを離陸促進や着陸制動に用いる予定だった。また、機体をブリキ板製にすることも検討されていた。